# Britische Klasse 444
Die Fahrzeuge der britischen Klasse 444 (Class 444) sind fünfteilige elektrische Nahverkehrstriebzüge (EMU – electric multiple unit). Sie gehören zur Produktfamilie Desiro von Siemens Mobility (vormals Siemens Transportation Systems, seit Oktober 2011 Siemens Rail Systems).

## Hersteller und Betreiber
Im Jahre 2001 erhielt die Firma Siemens Transportation Systems den Auftrag über 45 fünfteilige Triebzüge, die im Werk in Wien hergestellt wurden. Die Kundenabnahme erfolgte im Prüfcenter in Wegberg-Wildenrath. Erste Übergabe an den Endkunden, die britische Eisenbahngesellschaft South West Trains (SWT), war am 24. Mai 2004 im Londoner Bahnhof Waterloo. Im Auftrag enthalten ist die Wartung über 25 Jahre im eigens dafür errichteten Depot in Northam, Southampton.

## Strecken
Betrieben wird die Class 444 auf den Strecken von London-Waterloo nach Portsmouth, Southampton, Bournemouth und Weymouth.

## Auszeichnungen
Das Fachmagazin Modern Railways hat die Class 444 mit dem "Golden Spanner 2010" als Großbritanniens zuverlässigstes Fahrzeug ausgezeichnet. Innerhalb von zwölf Monaten haben die von SWT betriebenen Fahrzeuge einen neuen Zuverlässigkeitsrekord mit etwa 89.000 Kilometer ohne Störung aufgestellt.